# Järvakandi
Järvakandi je estonský městys, nacházející se na území samosprávné obce Kehtna v kraji Raplamaa.